# 馬鼻肺炎
馬鼻肺炎（うまびはいえん、equine rhinopneumonitis）とは馬ヘルペスウイルス1型あるいは4型の感染による馬の感染症。子馬に軽度の鼻肺炎を引き起こし、妊娠中期に感染すると死産や流産、子馬の生後直死を起こす。予防には不活化ワクチンが用いられる。